# La súper fórmula
La súper fórmula es el segundo álbum de estudio de Pina Records presentando al super grupo llamado La súper fórmula; donde se encuentran las voces de Natti Natasha, Plan B, RKM & Ken-Y, Arcángel, entre otros.
Junto a Daddy Yankee, De la Ghetto, Ozuna, Darell, Bad Bunny, De la Ghetto, Farruko, Bryant Myers, Nicky Jam, Myke Towers, y otros más fue publicado en diciembre de 2018.

## Producción
En 2015, el fundador y CEO de Pina Records anunció que comenzaron las grabaciones del álbum, con el dúo Plan B.

## Sencillos
- Otra cosa: Publicado el 9 de diciembre de 2016, cuenta con la voz de Natti Natasha, y la colaboración de Daddy Yankee.[2]
- Más que ayer: Lanzado en febrero de 2017, cuenta con las voces de Arcángel & De La Ghetto.

## Lista de canciones
| N.º | Título                                                                                               | Productor(es)                            | Duración |  |
| 1.  | «Criminal» (Natti Natasha Ft. Ozuna)                                                                 | High Music High Flow , Dimelo Vi         | 3:49     |  |
| 2.  | «Amantes de una noche» (Natti Natasha Ft. Bad Bunny)                                                 | Dj Luian, Hear This Music                | 3:46     |  |
| 3.  | «El granjero» (Arcángel)                                                                             | Dj Luian, Hear This Music                | 4:10     |  |
| 4.  | «Tonta» (RKM & Ken-Y & Natti Natasha)                                                                | Eliel                                    | 4:00     |  |
| 5.  | «Po' Encima» (Arcángel Ft. Bryant Myers)                                                             | DJ Luían & Mambo Kingz                   |          |  |
| 6.  | «Otra Cosa» (Natti Natasha & Daddy Yankee)                                                           |                                          |          |  |
| 7.  | «El Desorden» (Plan B Ft. Ozuna & Daddy Yankee)                                                      | Luny Tunes, Tainy, Dj Luian, Mambo Kings |          |  |
| 8.  | «Te Acuerdas de Mí» (Plan B)                                                                         | Haze                                     |          |  |
| 9.  | «Zum Zum» (Daddy Yankee, RKM & Ken-Y & Arcángel)                                                     | Luny Tunes                               |          |  |
| 10. | «Quien Sabe» (Natti Natasha)                                                                         | Raphy Pina                               |          |  |
| 11. | «Ella Fuma» (Chencho Feat. Farruko, Darell & Brytiago)                                               | Dj Luian, Mambo Kings, Luny Tunes        |          |  |
| 12. | «Buena Vida» (Natti Natasha & Daddy Yankee)                                                          |                                          |          |  |
| 13. | «Tiempo de Vernos» (Plan B Ft. J Álvarez)                                                            |                                          |          |  |
| 14. | «Andamos Cazando» (Chencho Ft. Farruko, Don Omar, Arcángel, Jhay Cortez Zion & Lennox & Myke Towers) |                                          |          |  |